# Oderská brána
Nížina Oderská brána je geomorfologický podcelek geomorfologického celku Moravská brána, která je součástí pásma Západních Vněkarpatských sníženin. Nachází se na Moravě a okrajově i v Horním Slezsku. Je pojmenována po veletoku Odra, který tvoří její páteřní část. 

## Poloha a geomorfologické členění
Nachází se na východě České republiky, především (severovýchodní a střední část) v okrese Nový Jičín a okrese Ostrava-město v Moravskoslezském kraji a také částečně (jihozápadní část) v okrese Přerov v Olomouckém kraji. Tvoří severní část Moravské brány, která se dělí na podcelky:
- Oderská brána (protéká jí a formuje ji řeka Odra)
- Bečevská brána (protéká jí a formuje ji řeka Bečva)

Dlouhou severozápadní hranici tvoří styk s Vítkovskou vrchovinou, která je součástí Nízkého Jeseníku. Nachází se zde rozhraní mezi Jesenickou oblastí (resp. Českou vysočinou patřící do Hercynského systému) a Karpaty (patřící do Alpsko-himálajského systému).
Nejvyšším vrcholem je bezejmenná kóta 344 m nacházející se mezí Bělotínem a Hranicemi na rozhraní Oderské brány s Bečevskou bránou. Nejvyšším pojmenovaným vrcholem je pak Lučická Stráž dosahující nadmořské výšky 339 m.
Podcelek je přibližně 41 km dlouhý.

### Členění Oderské brány
Oderská brána se skládá ze tří částí:
- Oderská niva
- Bartošovická pahorkatina
- Klimkovická pahorkatina

## Vodstvo
Vodstvo v Oderské bráně patří do povodí horní části veletoku Odra a úmoří Baltského moře. V minulosti bylo vodstvo i krajina Oderské brány silně ovlivněny ledovcem v době ledové.